# Евальд Оперман
Е́вальд О́пперман (нім. Ewald Oppermann; 25 лютого 1896, м. Кенігсберг— 29 січня 1965, м. Бад-Пірмонт) — німецький військовий і політичний діяч, групенфюрер Німецького авіаспортового союзу (DLV) та Націонал-соціалістичного авіаційного корпусу (NSFK), а також генеральний комісар Генеральної округи «Миколаїв» у Райхскомісаріаті «Україна» за часів Другої світової війни. Його вважають одним із відповідальних за переслідування та знищення єврейського населення на підпорядкованих територіях.

## Біографія
Евальд Опперман народився 25 лютого 1896 року в Кенігсберзі (Східна Пруссія, тоді у складі Німецької імперії; нині Калінінград, Російська Федерація). Документальних даних про його родину та дитинство збереглося мало. Відомо, що він здобув фах муляра (каменяра), і, ймовірно, вивчав будівельну справу у місцевому професійному училищі чи безпосередньо на виробництві. Подальший перебіг його ранньої кар’єри перервав початок Першої світової війни.

### Перша світова війна
4 серпня 1914 року Опперман вступив до I-го рекрутського депо Гренадерського полку №3. У травні 1915-го його підвищили до лейтенанта резерву, після чого він до лютого 1917 року служив у різних піхотних частинах. 19 лютого 1917 року, за власним бажанням, перейшов до авіаційних військ та пройшов підготовку в Школі повітряних спостерігачів у Кельні-Бутцвайлергофі.
Від 31 травня 1917 року перебував на фронтовій службі у 202-му (A) авіазагоні, потім у 13-му авіазагоні. 15 вересня 1917 року дістав поранення зенітним снарядом і відтоді не залучався до бойових польотів.

### Міжвоєнний період
У повоєнні роки (після 1918-го) Опперман повернувся до цивільного життя та працював підрядником у будівництві в рідному Кенігсберзі. Щоб не втрачати зв’язок з авіацією, увійшов до наглядової ради Остпройсіше Шпортфлюґ ГмбХ (Ostpreußische Sportflug GmbH), компанії, пов’язаної з Рейхсвером.
1 січня 1930 року він вступив до НСДАП (партійний квиток № 200 885). 1 квітня 1933 року Обійняв посаду фліґерландесгрупенфюрера (Fliegerlandesgruppenführer) Групи I «Східна Пруссія» Німецького авіаспортового союзу (DLV). До 1 квітня 1935 року, коли було засновано Люфтваффе й DLV перестав бути його «цивільним» прикриттям, Опперман брав участь у підготовці пілотів, спостерігачів і технічного персоналу для майбутніх ВПС Третього райху.
1 квітня 1935 року його повторно призвали до війська, а 1 липня того ж року підвищили до гауптмана резерву. Після ліквідації старого DLV і створення Націонал-соціалістичного авіаційного корпусу (NSFK) 1 квітня 1937 року, Опперман зберіг звання групенфюрера NSFK (другий за старшинством чин у цій організації).

### Друга світова війна
З початком Другої світової війни Опперман виконував обов’язки командира Школи підготовки льотчиків у Зераппені. У червні 1940 року став першим офіцером Генерального штабу у навчальній ескадрільї (Lehrgeschwader) №1. 20 квітня 1941 року отримав звання оберст-лейтенанта резерву.

Страти в Миколаєві, 1942 рік (фото зроблене на вул. Севастопольській, на фоні - Миколаївське музичне училище).

15 грудня 1941 року його передали в розпорядження райхскомісара Еріка Коха, який призначив Оппермана Генеральним комісаром Генеральної округи «Миколаїв» у Райхскомісаріаті «Україна». На цій посаді його вважають одним із відповідальних за знищення близько 80 000 осіб — військовополонених та мирних жителів.
Від грудня 1941 до серпня 1944 року керівництво NSFK групи I «Східна Пруссія» тимчасово перейняв начальник штабу цієї групи Фріц Больтенгаґен (1905—1981). 1 вересня 1944 року Оппермана підвищили до звання оберста резерву. 
У кінці війни він разом із Кохом утік з Кенігсберга через Балтійське море і 1945 року був інтернований у таборі Ноймюнстер (Британська зона оккупації).

### Повоєнний період
Після війни Опперман працював у Ольденбурзі (Нижня Саксонія) підрядником із демонтажу будівель, ймовірно за сприяння свого давнього соратника Вальдемара Магуньї з Ольденбурга. Наприкінці 1950-х переїхав до Вупперталя — батьківщини Еріка Коха.
Помер 29 січня 1965 року, за різними даними — у Бад-Пірмонті чи у Віндеці, за кілька тижнів до свого 69-го дня народження.

## Інші посади
- Керівник Райхсбунду німецького будівельного ремесла (Reichsbund des Deutschen Baugewerkes) у Берліні
- Голова окружного суду НСДАП у Східній Пруссії
- Депутат Прусського ландтагу (1932–1933)
- Депутат Райхстагу (після виборів 12 листопада 1933 року)

## Нагороди
- Залізний хрест 2-го і 1-го класу
- Нагрудний знак «За поранення» в сріблі
- Нагрудний знак пілота-спостерігача (Пруссія)
- Почесний хрест ветерана війни з мечами